# Mei to Konekobasu
Mei to Konekobasu (めいとこねこバス, littéralement « Mei et le Chatonbus ») est une courte suite au film du Studio Ghibli, Mon voisin Totoro (となりのトトロ, Tonari no Totoro) sorti en 2002.
Écrit et réalisé par Hayao Miyazaki, aussi réalisateur de Mon voisin Totoro, Mei to Konekobasu se concentre sur Mei Kusakabe, la petite sœur de Satsuki dans Mon voisin Totoro, et ses aventures d'une nuit avec le « Chatonbus », fils du « Chatbus » du premier film.
Mei to Konekobasu vit une sortie très limitée, n'ayant été montré qu'au Musée Ghibli, au Japon. Les seules séances tenues hors Japon ont eu lieu en honneur de John Lasseter et son équipe de chez Pixar lors de la sortie américaine du Voyage de Chihiro, ainsi qu'une séance pour la levée de fonds du Juvenile Diabetes Research Foundation quelques jours plus tard.
Chika Sakamoto, la seiyū de Mei dans Mon voisin Totoro, retourne incarner la voix de Mei dans ce court métrage. Hayao Miyazaki lui-même fournit sa voix pour le « Chatbus » ainsi que Totoro.
Selon le site web du Musée Ghibli, le film est encore montré aux visiteurs sur une rotation de films d'animation du Studio Ghibli.

## Synopsis
Par un jour très venteux, Mei rencontre le chatonbus, et lui donne du caramel afin d'en faire son ami et la mère du chatonbus (celle qu'on a vu dans le film) est venu chercher ce dernier. Plus tard dans la nuit, le chatonbus vient chercher Mei (alors que Satsuki dormait) afin de l'emmener à la gare des transports chats. Elle y voit des chattrains ainsi qu'un chatavion. Elle revoit son ami Totoro dans la gare, qui l'emmène voir un vieux chatavion. Elle lui donne aussi du caramel et ils deviennent ainsi amis. Le chatonbus finit par la ramener chez elle. Note : Chibi Totoro et Chu Totoro sont mentionnés.